# Чехей
Чехей (рум. Cehei) — село у повіті Селаж в Румунії. Адміністративно підпорядковане місту Шимлеу-Сілванієй.
Село розташоване на відстані 405 км на північний захід від Бухареста, 22 км на захід від Залеу, 82 км на північний захід від Клуж-Напоки.

## Населення
За даними перепису населення 2002 року у селі проживали 1003 особи.
Національний склад населення села:
| Національність | Кількість осіб | Відсоток |
| -------------- | -------------- | -------- |
| румуни         | 986            | 98,3 %   |
| угорці         | 10             | 1,0 %    |

Рідною мовою назвали:
| Мова      | Кількість осіб | Відсоток |
| --------- | -------------- | -------- |
| румунська | 989            | 98,6 %   |
| угорська  | 8              | 0,8 %    |